# Laprida (kommunhuvudort)
Laprida är en kommunhuvudort i Argentina.   Den ligger i provinsen Buenos Aires, i den centrala delen av landet, 400 km sydväst om huvudstaden Buenos Aires. Laprida ligger 213 meter över havet och antalet invånare är 8 840.
Terrängen runt Laprida är mycket platt. Runt Laprida är det mycket glesbefolkat, med 2 invånare per kvadratkilometer.. Det finns inga andra samhällen i närheten.
Trakten runt Laprida består i huvudsak av gräsmarker.